# 1859 in Italia

## Avvenimenti

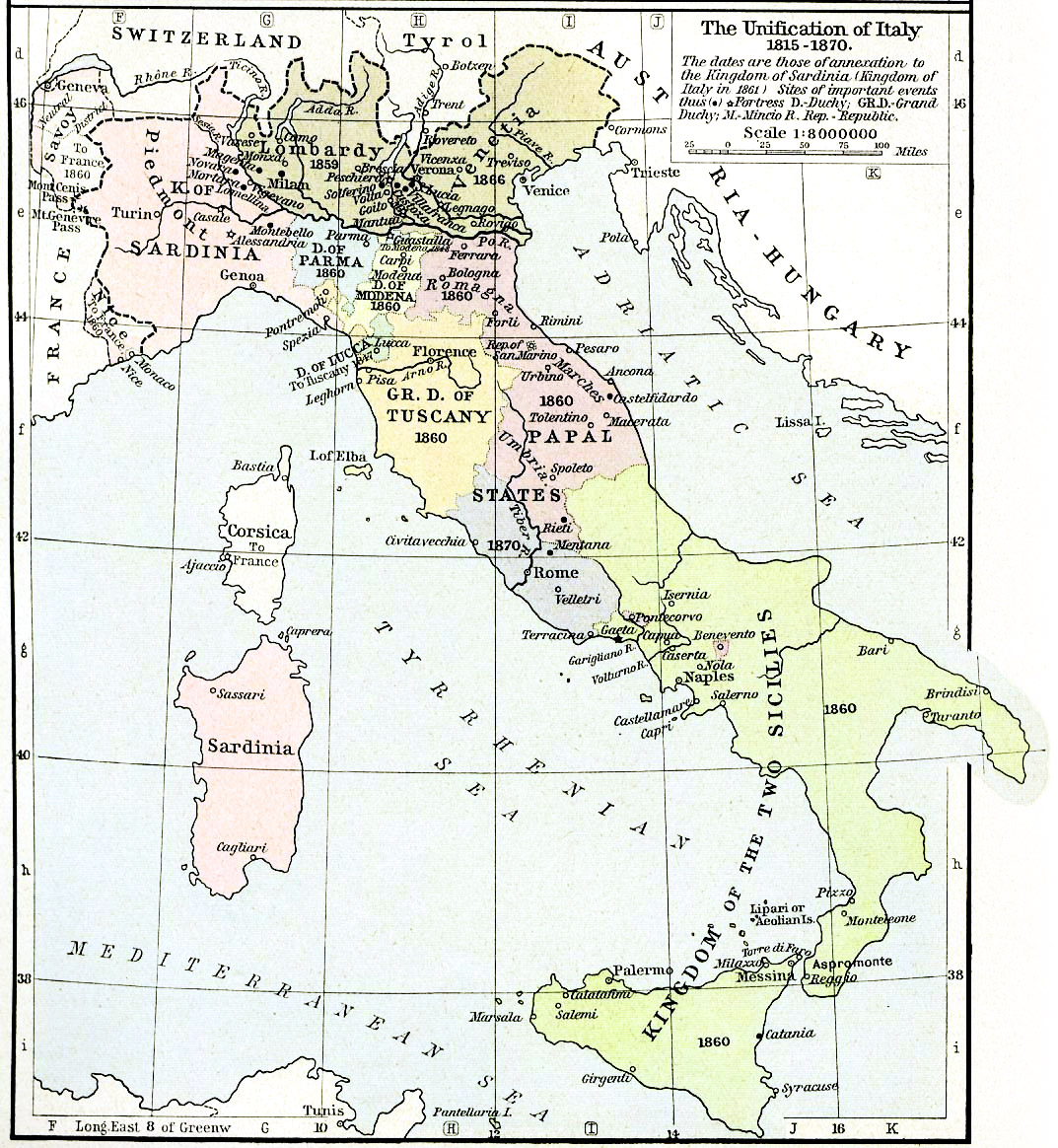
Gli stati italiani nel 1859.

- 26 e 28 gennaio: trattato segreto tra Francia e Sardegna[1].
- 3 marzo: La Francia si assicura la neutralità russa in caso di guerra con l'Austria[2].
- 20 aprile: il generale Forey è nominato comandante della I divisione del I corpo dell'armata d'Italia[3].
- 21 aprile: l’Austria lancia un ultimatum al Piemonte, ordinandogli di disarmarsi entro tre giorni; viene respinto il 26 aprile[4].
- 22 aprile: il generale de Mac-Mahon è messo alla testa del II corpo dell'armata d'Italia[5].
- 27 aprile: fuga del granduca Leopoldo II di Toscana; Bettino Ricasoli forma un governo provvisorio[6].
- 29 aprile: l’armata austriaca di Gyulai attraversa il Ticino e attacca il Piemonte, alleato della Francia[7].
- 3 maggio: Napoleone III, viene in aiuto di Camillo Cavour, e dichiara la guerra all'Austria[8], che credeva che Napoleone III non si impegnerebbe a causa della forza della sua opposizione.
- 5 maggio: il maresciallo Vaillant est nominato maggiore-generale dell'armata d'Italia[9].
- 10 maggio: Napoleone III lascia Parigi per prendere il commando in capo dell'armata che dovrà liberare l'Italia. Arriva a Genova il 12 maggio[10].

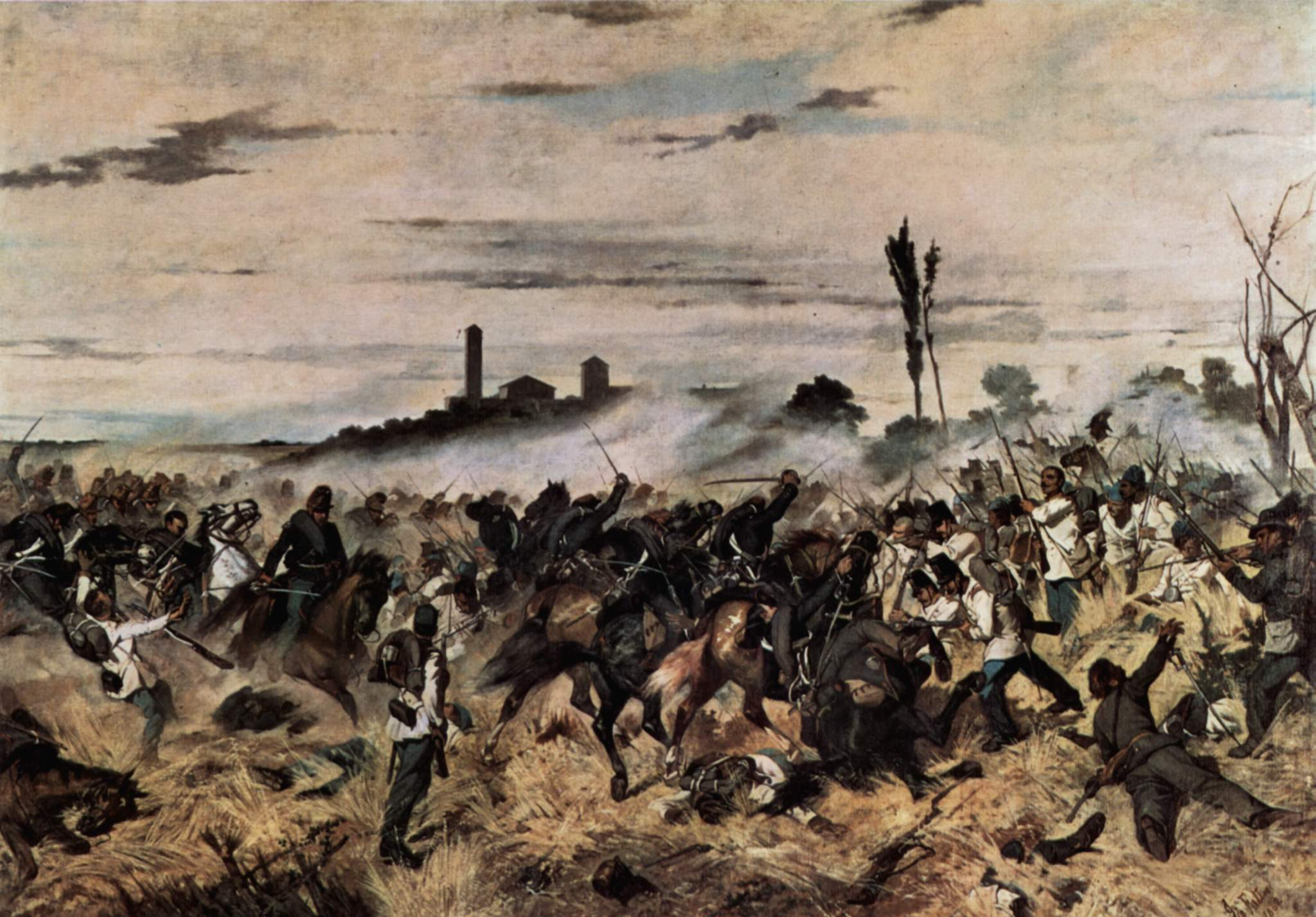
Giovanni Fattori: 20 maggio, battaglia di Montebello

- 20 maggio: Battaglia di Montebello vinta dai franco-piemontesi[7].
- 22 maggio: a Caserta muore Ferdinando II delle Due Sicilie; gli succede il figlio Francesco II
- 26 maggio: vittoria dei Cacciatori delle Alpi di Garibaldi alla battaglia di Varese[11].
- 27 maggio: vittoria sarda alla battaglia di San Fermo[11]. Garibaldi occupa Como.
- Dal 30 al 31 maggio:: battaglia di Palestro in Lombardia, tra i Sardi di Vittorio Emanuele II, con il supporto del III reggimento francese dei zuavi del colonnello Bertrand de Chabron, e gli austriaci di Guylai. Vittoria franco-piemontese[11].
- 3 giugno: battaglia di Turbigo in Lombardia riportata dal generale de Mac-Mahon sugli austriaci di Clam-Gallas[12].

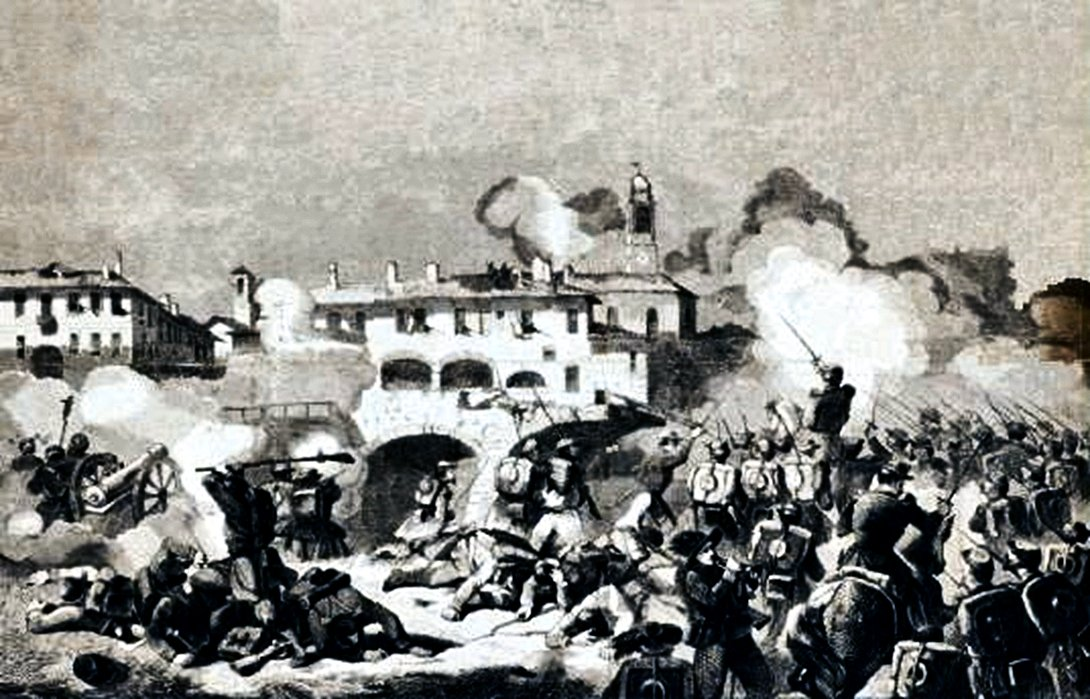
4 giugno: battaglia di Magenta

- 4 giugno: battaglia di Magenta, vinta dai piemontesi e dai francesi guidati da Mac-Mahon e Napoleone III, contro gli austriaci comandati da Guylai[11].
- 5 giugno: il generale Edme de Mac-Mahon è nominato maréchal de France, così come il generale Auguste Regnaud de Saint-Jean d'Angély (68 anni), comandante in capo della guardia imperiale[13].
- 6 giugno: Napoleone III nomina il maresciallo de Mac-Mahon duca di Magenta[14].
- 8 giugno:
  - Napoleone III e Vittorio Emanuele II fanno un ingresso trionfale a Milano[15].
  - battaglia di Melegnano vinta dal generale Forey sugli austriaci[16].
- 15 giugno: vittoria degli austriaci alla battaglia di Treponti; tuttavia, devono ritirarsi. I volontari di Garibaldi entrano a Castenedolo[17].
- 17 giugno: Vittorio Emanuele II entra a Brescia[18].
- 20 giugno: l'insurrezione di Perugia è duramente repressa dagli svizzeri agli ordini del colonnello Anton Schmidt von Altdorf[19].

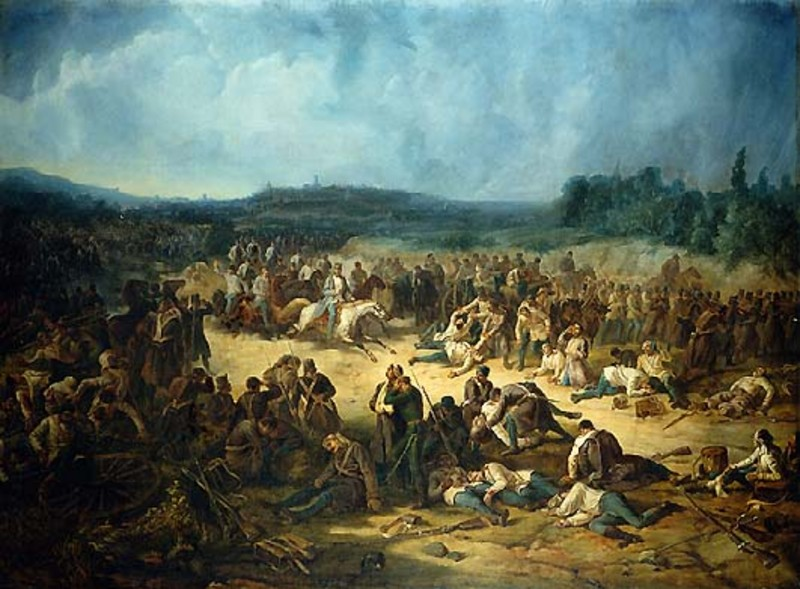
24 giugno: Henri Dunant alla battaglia di Solferino.

- 24 giugno: battaglia di Solferino in Lombardia. Vittoria franco-piemontese contro gli austriaci. La vittoria si è svolto in modo notevole grazie ad un movimento del maresciallo Canrobert. Henri Dunant, futuro fondatore della Croce Rossa soccorre i feriti[15].
- 25 giugno:
  - il generale Adolphe Niel (57 anni) è nominato maréchal de France[13].
  - a causa di un incidente, una parte della cavalleria francese è presa dal panico tra Castiglione e Cavriana[20].
- 8 luglio: firma di una sospensione delle armi entra il maresciallo Vaillant e il generale austriaco Hess[21].
- 10 luglio: Cavour si dimette dopo i preliminari[22].
- 11 luglio: incontro à Villafranca di Verona  tra gli imperatori di Francia e Austria. Napoleone III, temendo la formazione di una coalizione europea ostile e lo strapotere del Piemonte-Sardegna, conclude frettolosamente i preliminari di Villafranca dove abbandona il Piemonte per timore della Prussia.[7].
- 12 luglio: armistizio di Villafranca. L'armistizio e i preliminari di pace che posero fine alla campagna d'Italia sono firmati a Villafranca di Verona tra Austria, Francia e regno di Sardegna. Gli Asburgo perdono la Lombardia; è creata una confédérazione italiana sotto la présidenza del papa, e il Veneto sotto la sovranità austriaca ne fa parte; i duchi di Modena, di Parma e di Toscana ritrovano i loro troni[22]. Modena, Parma, la Romagna, le Legazioni e Bologna si sollevano[23].
- 19 luglio: inizio del Governo La Marmora (termina il 21 gennaio 1860). Il ministro degli interni Rattazzi sostiene i commissari inviati da Cavour per assicurare l'interim dopo la fuga dei principi di Toscana, Parma e Modena[24].
- 16 agosto l'Assemblea nazionale toscana vota la deposizione della casa d'Asburgo-Lorena e il 20 agosto vota l'annessione della Toscana al Piemonte[25].
- 23 ottobre: legge Rattazzi di riorganizazione amministrativa del Regno di Sardegna e della Lombardia[6]. Les communes sont dirigées par des conseils municipaux élus au suffrage censitaire mais les maires sont nommés par le gouvernement.

- 10-11 novembre: negoziati e pace conclusa con il trattato di Zurigo in seguito alla vittoria delle truppe franco-piemontesi sugli austriaci. L'Austria cede la Lombardia alla Francia ma conserva il Veneto. La Francia avrebbe assegnata la Lombardia al Regno di Sardegna[26]. È previsto un congresso europeo per risolvere la situazione nella Penisola[27].

- 20 novembre: pubblicazione del codice penale sardi di procedura civile e di procedura penale. Applicabile nell'Italia del Nord, diventa applicabile in Italia del Sud con il decreto del 17 febbraio 1861[28].
- 8 dicembre: vengono costituite le Province Unite del Centro Italia. Raggruppano Toscana, Parma, Modena e le Legazione delle Romagne[29].
- 22 dicembre: Napoleone III fa pubblicare dal visconte de la Guéronnière una brochure anonima intitolata Le Pape et le Congrès (Il Papa e il congresso) nella quale consiglia a Pio IX di contribuire alla soluzione dei problemi nazionali italiani acconsentendo allo smembramento dei suoi Stati; il Papa condanna la brochure[30].

- Il commercio esterno del Regno di Sardegna reppresenta un terzo del commercio estero italiano[31]. La rete ferroviaria è la prima in Italia[32]. Il traffico del porto di Genova supera quello di Venezia e Napoli[33]. Il Piemonte diventa la regione più industrializzata d'Italia.

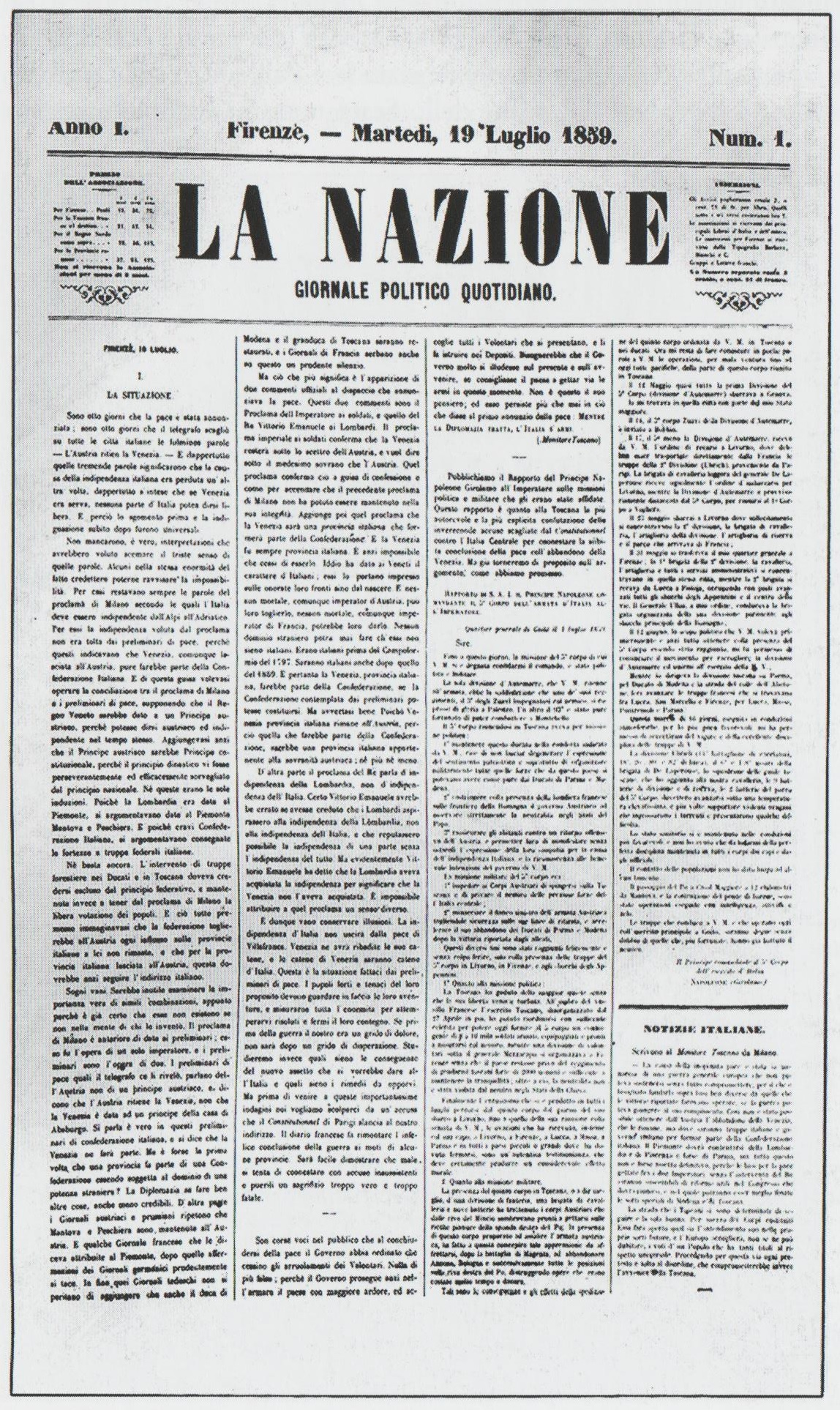

## Cultura

### Letteratura
- esce la prima edizione di Cento anni, romanzo storico di Giuseppe Rovani.

### Editoria
- 19 luglio: a Firenze esce il primo numero de La Nazione.